# Громов, Анатолий Александрович
Анатолий Александрович Гро́мов (1907—1997) — советский хозяйственный деятель, директор Первого государственного подшипникового завода Министерства автомобильной промышленности СССР, Москва. Герой Социалистического Труда (1971).

## Биография

Могила Громова на Троекуровском кладбище Москвы.

Родился 17 (30 января) 1907 года в Симферополе. После окончания специальной школы при Крымском педагогическом институте и рабфака окончил Московский механико-машиностроительный институт (ныне — МВТУ имени Н. Э. Баумана). Участвовал в строительстве Московского ГПЗ-1 имени Л. М. Кагановича, после чего остался на нём работать, был токарем, инженером, технологом, начальником инструментального цеха. Член ВКП(б) с 1943 года.
В годы Великой Отечественной войны Громов руководил заводским ПВО, с октября 1941 года занимал должность главного инженера завода, а с ноября того же года — уполномоченным ГКО СССР по подбору и внедрению оборудования на оборонных заводах. Под его руководством строились и начинали свою работу Куйбышевский, Саратовский, Свердловский и Томский подшипниковые заводы. На ГПХ-1 под непосредственным руководством Громова было освоено производство автоматов ППШ.
После войны Громов продолжал работать главным инженером ГПЗ-1. Неоднократно командировался за рубеж, на стройки подшипниковых заводов.
В 1954—1983 годах Громов руководил ГПЗ-1. Под его руководством было создано три автоматических подшипниковых цеха, разработана и внедрена в производства автоматизированная система подготовки основных производственных операций и управления качеством выпускаемой продукции. Объёмы производства были значительно увеличены, что позволило открыть новый филиал завода в Люблино.
Депутат ВС СССР 6—7 созывов (1962—1970). В 1983 году вышел на пенсию.
Скончался 3 февраля 1997 года. Похоронен в Москве на Троекуровском кладбище.

## Награды и премии
- Герой Социалистического Труда — Указом Президиума Верховного Совета СССР от 5 апреля 1971 года «за выдающиеся успехи в выполнении заданий пятилетнего плана по развитию автомобильной промышленности»[2].
- Сталинская премия третьей степени (1950) — за разработку и внедрение в промышленность новых методов изготовления подшипниковых колец способом горячей раскатки
- Ленинская премия (1957) — за создание комплексного автоматического цеха по производству массовых подшипников на ГГПЗ имени Л. М. Кагановича
- два ордена Ленина
- три ордена Трудового Красного Знамени
- орден Октябрьской революции
- орден «Знак Почёта»
- медали[1].

## Сочинения
- Гражданская оборона промышленного объекта: Из опыта работы первого гос. ордена Ленина и ордена Октябрьской Революции подшипникового з-да / А. А. Громов, Герой Социалист. Труда, лауреат Ленинской и Гос. премий, Н. П. Кречетников. — 2-е изд., перераб. и доп. — М.: Атомиздат, 1975. — 97 с.